# Gene Ha

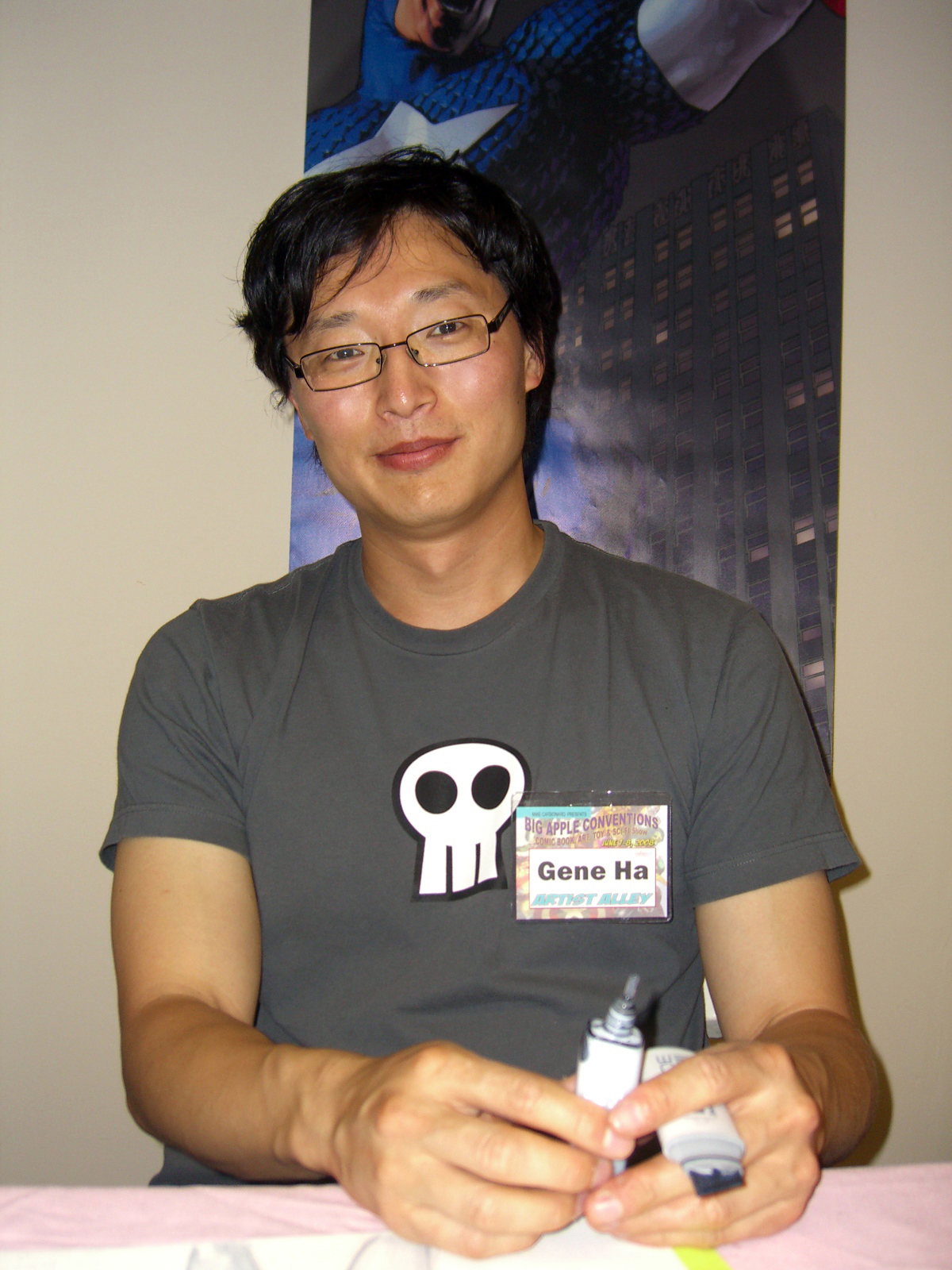
Gene Ha (2008)

Gene Ha (* in Chicago) ist ein US-amerikanischer Comiczeichner.

## Leben und Arbeit
Ha, der als Sohn koreanisch stämmiger Immigranten in South Bend im US-Bundesstaat Indiana aufwuchs, begann in den 1990er Jahren als hauptberuflicher Comiczeichner zu arbeiten, nachdem er zuvor eine Ausbildung zum akademischen Zeichner am Center for Creative Studies in Detroit absolviert hatte.
Has Werk umfasst unter anderen eine Reihe von Heften für die von Alan Moore und Zander Cannon verfassten Serien Top 10 und Top 10: The Forty-Niners, diverse Hefte der Serie Global Frequency und einige Hefte für die von Marvel Comics produzierte Serie The Adventures of Cyclops and Phoenix. Hinzu kommen einige Cover für Zeitschriften wie das Wizard Magazine und die Illustrationen für den von Gerard Jones verfassten graphischen Roman Batman: Fortunate Son. Als Gastzeichner gestaltete Ha die ersten vier Hefte von Grant Morrisons Run an der Serie The Authority (2006) sowie die Ausgabe #11 der von Brad Meltzer geschriebenen Serie Justice League of America.
Gegenwärtig lebt Ha mit seiner Ehefrau Lisa in Oak Park im US-Bundesstaat Illinois.